# Cẩm Long
Cẩm Long là một xã thuộc huyện Cẩm Thủy, tỉnh Thanh Hóa, Việt Nam.

## Địa giới hành chính
Xã Cẩm Long nằm ở phía đông của huyện Cẩm Thủy.
- Phía bắc giáp xã Cẩm Ngọc, huyện Cẩm Thủy và xã Thạch Cẩm, huyện Thạch Thành.
- Phía đông giáp các xã Thạch Sơn và Thạch Bình, huyện Thạch Thành.
- Phía nam giáp xã Thạch Đồng, huyện Thạch Thành và xã Cẩm Phú, huyện Cẩm Thủy.
- Phía tây giáp xã Cẩm Ngọc, huyện Cẩm Thủy.

## Hành chính
Năm 2004, 64 người của thị trấn nông trường Phúc Do được chuyển về xã Cẩm Long sau khi thị trấn nông trường Phúc Do được giải thể để thành lập xã Phúc Do.